# Listă de filme românești din 1971
Aceasta este o listă de filme românești din 1971:

## Lista
| Premiera mondială | Titlu          | Studio       | Distribuție, echipa tehnică                                                | Gen          | Ref.  |
| ----------------- | -------------- | ------------ | -------------------------------------------------------------------------- | ------------ | ----- |
| februarie         | Mihai Viteazul | Romania Film | Sergiu Nicolaescu(regizor), cu Olga Tudorache, Irina Gărdescu, Amza Pellea | film istoric | [ 1 ] |
|                   |                |              |                                                                            |              |       |
|                   |                |              |                                                                            |              |       |